# Deutscher Konsumentenbund
Der Deutsche Konsumentenbund ist eine gemeinnützige, in der Rechtsform eines eingetragenen Vereins organisierte Interessenvertretung und ein Konsumentenschutzeinrichtung mit Sitz in Roßdorf. Der Tätigkeitsschwerpunkt des Verbandes liegt in Hessen. Der Konsumentenbund ist in das Lobby-Register der Europäischen Kommission als Vertreter der Verbraucherinteressen eingetragen. Er betreibt nicht-gewerbsmäßige Verbraucherberatung und -information und ist qualifizierte Einrichtung im Sinne des Unterlassungsklagengesetzes.
Der Deutsche Konsumentenbund ist einer der 78 ausgewählten Verbände in Deutschland, die eine Musterfeststellungsklage durchführen dürfen.

## Inhaltliche Ausrichtung
Der Verband favorisiert nach seinem Leitmotiv marktwirtschaftliche Problemlösungen, mit Ausnahme der Versorgung mit „Arzneimitteln, Medizinprodukten und Gesundheitsleistungen“, die besonderer Aufsicht bedürfen. Der Verband fordert außerdem „maximale Transparenz“ des Staates, sobald dieser „als Anbieter am Markt auftritt“ und befürwortet den freien Handel, kritisiert aber „verantwortungslose Arbeitsbedingungen“, die er für einen problematischen Wettbewerbsfaktor hält, dem mit Transparenz und Information zu begegnen ist.
Der Deutsche Konsumentenbund zieht in seiner Sprachregelung die Bezeichnung „Konsument“ dem Begriff „Verbraucher“ vor. Er tritt für eine Stärkung der Kartellaufsicht ein.

## Geschichte und Struktur
Dem 2007 gegründeten Verband gehören nach eigenen Angaben über 9000 Mitglieder an (Stand: August 2014), die meisten davon stammen aus Hessen. Der Deutsche Konsumentenbund ging aus verschiedenen kleinen Privatinitiativen und Vereinen hervor, die sich zunächst lose in der Arbeitsgemeinschaft Deutscher Konsumentenbund organisiert hatten. Eine Vorgängerorganisation ist die Zentrale für Arzneimittelsicherheit und Konsumentenschutz e. V. Als 2010 größter Mitgliedsverband übernahm sie die Geschäfte der Arbeitsgemeinschaft dauerhaft und in eigener Verantwortung und führt in Abstimmung mit den anderen Mitgliedern der Arbeitsgemeinschaft seit 2010 den Namen Deutscher Konsumentenbund.
Der Verband ist anerkannt gemeinnützig und erhält nach eigenen Angaben keine Zuwendungen von Wirtschaftsunternehmen oder aus öffentlichen Kassen, sondern finanziert sich aus Privatspenden und Mitgliedsbeiträgen sowie durch ehrenamtliche Tätigkeit. Der Konsumentenbund legt zudem Wert auf den Umstand, dass er keine Funktionäre hat und (abgesehen von einer Fahrtkostenerstattung) kein Vorstandsmitglied für seine Arbeit Geld erhält.
Die Satzung des Verbands kennt einige Besonderheiten und z. B. verbietet, zur Stärkung der Transparenz im Verband, kategorisch geheime Abstimmungen und geheime Wahlen. Außerdem enthält die Satzung einen besonderen Bezug zur Europäischen Union. In § 2 II der Satzung heißt es: „Der Verein wertschätzt die Errungenschaften der Europäischen Einigung einschließlich des Binnenmarktes und bekennt sich zu Ihnen und zur Schaffung eines gemeinsamen Raumes der Freiheit, der Sicherheit und des Rechts. Er fühlt sich der Unterstützung der Verbraucher in Fällen mit innergemeinschaftlichem Bezug besonders verbunden. Der Verein wird die verbraucherschützende Arbeit der Europäischen Institutionen, insbesondere der Europäischen Kommission, nach Kräften unterstützten.“
Der Verband hat neben der Mitgliederversammlung einen Verwaltungsrat, in dem die Gliederungen vertreten sind. Seit 2010 existiert mit dem Regionalverband Süd eine Untergliederung des Konsumentenbunds in den Ländern Hessen, Rheinland-Pfalz und im Saarland. Die Gründung eines Landesverbands in Niedersachsen, Hamburg und Bremen wird zurzeit (Juli 2011) betrieben.
Im Jahr 2014 traten mehrere größere Verbände dem Konsumentenbund bei, wodurch der Mitgliederzahl auf 9.000 stieg, wobei der Verband so genannte mittelbare Mitglieder zählt. Der Konsumentenbund pflegte enge Beziehungen zur, ebenfalls in Hessen ansässigen, GWUP. Die Zusammenarbeit mit der GWUP wurde jedoch im Mai 2024 beendet.
Zur Finanzierung des Verbandes ist bekannt, dass er in der Vergangenheit projektbezogene Zuwendungen der öffentlichen Hand erhielt. Der Verband erklärt, seine Einnahmen stammten aus freien Zuwendungen, Mitgliedsbeiträgen und Spenden.

## Tätigkeitsschwerpunkte
Der Konsumentenbund vertritt die Interessen der „nicht-gewerblichen Nachfragerseite“ bei Expertenanhörungen der Landesregierung und der Landeskartellbehörde Hessen sowie bei Fachveranstaltungen. Daneben nimmt der Verband gegenüber politischen Entscheidungsträgern – einschließlich der Europäischen Kommission – Stellung zu verschiedenen verbraucherschutzrelevanten Themen. 
Im Jahr 2010 kritisierte der Verband den Umgang der Landesregierung mit Klarnamen in Überweisungstexten der Staatskasse im Rahmen der Prozesskostenhilfe und die Abwicklung von Überweisungen von Privatpersonen an Strafgefangene im Strafvollzug des Landes Hessen. Die Verwaltungspraxis wurde danach geändert.
Der Verband erstellt Stellungnahmen zu verbraucherschutzpolitischen Themen und veröffentlicht diese auf seiner Internetseite. 
2012 und 2013 sprach der Konsumentenbund zahlreiche Abmahnungen in den verschiedensten Bereichen aus. Der Verein führt zudem Gerichtsverfahren gegen Heilmittel- und Esoterikanbieter.

### Arbeitskreis faires Wasser
Der Konsumentenbund unterhält den Arbeitskreis faires Wasser, in dem sich Mitgliedsorganisationen, Bürgerinitiativen und Privatpersonen organisiert haben. Der Verband stellt den Mitgliedern technische Infrastruktur zur Verfügung und organisiert Treffen und Erfahrungsaustausch der Arbeitskreismitglieder. Die Arbeitskreismitglieder erhalten Informationen über aktuelle Rechtsprechung und Hintergrundinformationen, können ihr Handeln abstimmen und gemeinsame Veranstaltungen organisieren.
Der Arbeitskreis befasst sich mit der Frage, wie die Stellung der Konsumenten in (kommunalen) Monopolmärkten gestärkt werden kann. Hierzu zählt der Verband insbesondere die Wasser Ver- und Entsorgung aber auch andere Einrichtungen mit Anschluss- und Benutzungszwang und Versorgungsstrukturen mit marktbeherrschenden Unternehmen. Insbesondere kritisiert der Verband die schwach ausgeprägten Aufsichtsstrukturen im Bereich der Kommunalabgaben und setzte sich zuletzt bei Regierungsanhörungen im Mai 2011 für mehr Transparenz in der Versorgungswirtschaft ein.
Zwar trifft es zu, dass der Deutsche Konsumentenbund in seinem Leitmotiv ein „Grundrecht des Konsumenten auf Wettbewerb“ postuliert, der Verband trifft aber in Fragen der Versorgungsinfrastruktur explizit keine Aussage zugunsten einer privaten oder einer öffentlich-rechtlichen Versorgung. Öffentlich verweist der Verband dabei auf den Umstand, dass in Hessen sowohl der teuerste als auch der preiswerteste Versorger öffentlich-rechtlich strukturiert seien. Die Entgelthöhe sei – so der Verband – „wohl kein Frage der Organisationsform, sondern der Aufsichtsstruktur und der Transparenz“. Wird eine Versorgung jedoch öffentlich-rechtlich betrieben und arbeitet der Versorger mit dem Mittel des Anschluss- und Benutzungszwangs fordert der Verband „maximale Transparenz“ und eine scharfe Missbrauchsaufsicht.
In diesem Zusammenhang kritisiert der Verband auch verschiedene Aspekte des (hessischen) Kommunalabgabenrechts, wie die sogenannte Einrechnung der ungekürzten Schaffensbeiträge oder die sich aus der hessischen Gemeindeordnung und der Rechtsprechung des Hessischen Verwaltungsgerichtshofs ergebende Pflicht kommunaler Eigenbetriebe, eine Rendite zu erwirtschaften und an die Gemeinde abzuführen. Auch tritt der Verband für eine Abschaffung der Konzessionsabgabe ein und fordert eine Kompensation für die Löschwasserbereitstellungskosten in Gebührenhaushalten der Gemeinde.

### Tests, Produktwarnungen und RAPEX-Meldungen
Als Teil der Information über Güte und Wert von Konsumgütern, veröffentlicht auf seiner Website regelmäßig Produktwarnungen und RAPEX-Meldungen, die einen Bezug zur Bundesrepublik Deutschland haben. Der Deutsche Konsumentenbund ist Vertragspartner der Europäischen Kommission für die Übersetzung und Veröffentlichung von RAPEX-Meldungen in deutscher Sprache. Daneben veröffentlicht der Verband gelegentlich Warentests.
Seit 2008 veröffentlicht der Verband Tipps und Handlungsanweisungen für Konsumenten, die in sogenannte Abofallen geraten sind. Darunter seit 2009 auch Musterbriefe für Abofallen-Opfer. Die Musterbriefe sind kostenlos nutzbar. Der Verband bietet außerdem die Möglichkeit, neue Abofallen zu melden und detaillierte Beschwerden über Websites zu machen. Der Deutsche Konsumentenbund gibt außerdem Infomaterial zum Thema Fluggastrechte heraus.
Seit 2013 verbreitet der Konsumentenbund Informationen auch zu den Themen Homöopathie und Alternative Medizin, die sich sehr kritisch mit beiden auseinandersetzen. Die Texte entstanden zum Teil in Zusammenarbeit mit der Gesellschaft zur wissenschaftlichen Untersuchung von Parawissenschaften (GWUP). Der Konsumentenbund verlinkt zudem auf Inhalte der GWUP und auf deren Zeitschrift Der Skeptiker.

### Förderung von Kinder- und Jugendprojekten
Der Verband fördert Projekte im Bereich der Kinder- und Jugendarbeit, die der Vermittlung von Konsumkompetenz bei Kindern und Jugendlichen dienen, durch finanzielle Zuwendungen. Förderungen gingen zum Beispiel an Projekte des Frauenhauses des Landkreises Kassel und an ein Schulbauernhofprojekt des Tierparks Sababurg.

## Verhältnis zu anderen Einrichtungen
Der Konsumentenbund ist mit den Verbraucherzentralen nicht verbunden und kritisiert vereinzelt bestimmte Aspekte der Tätigkeit der Verbraucherzentralen und der BEUC. 
So sieht der Konsumentenbund die Website Lebensmittelklarheit.de kritisch, die mit öffentlichen Geldern finanziert und von der Verbraucherzentrale Hessen betrieben wird. Nach Ansicht des Verbandes sei unklar, wer konkret darüber entscheide, welche Produkte dort genannt würden, wer diese Personen auswähle und wem sie Rechenschaft ablegen müssen. Dies sei intransparent. Die EU-Verbraucherschutzorganisation BEUC wurde vom Konsumentenbund für ihre Haltung zum Gesetzgebungsverfahren zur Vollharmonisierung des Verbrauchsgüterkaufrechts der EU-Kommission öffentlich kritisiert. Gerade für deutsche Konsumenten seien die geplanten neuen Regeln der EU-Kommission ein großer Schritt nach vorn und die Kritik der BEUC aus nationaler Sicht unverhältnismäßig.
Der Konsumentenbund ist 2013 Förderer des Negativpreises Das Goldene Brett, nachdem der Preis im Vorjahr vom Wiener Verein für Konsumenteninformation gefördert worden war.